# Operação Hydra (1943)

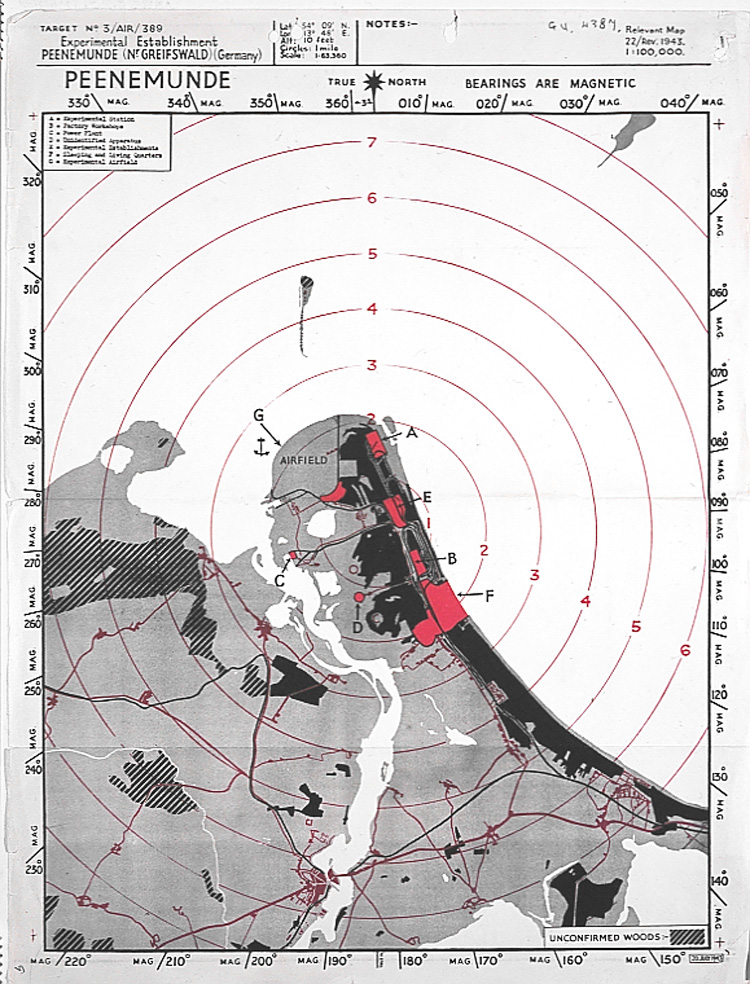
Alvo 3/Air/389, ordem de ataque
com alvos em destaque.

A Operação Hydra, foi um ataque da Força Aérea Real ao Centro de Pesquisas de Peenemünde na madrugada de 17/18 de Agosto de 1943. Ela deu início a operação Crossbow, contra o programa de "Armas-V" da Alemanha Nazista.
Ao custo de 215 tripulantes britânicos, 40 bombardeiros e centenas de civis mortos num campo de concentração próximo, essa missão matou 2 cientistas do foguete V-2 e retardou os lançamentos de teste dessa arma por sete semanas.